# モロッコ海軍
モロッコ海軍（モロッコかいぐん、アラビア語: القوات_البحرية_الملكية_المغربية、英語: Royal Moroccan Navy）は、モロッコの海軍組織。比較的新型のフリゲートなどを複数保有しており、アフリカの海軍の中では非常に有力な戦闘力を持っている。モロッコ軍は18か月の徴兵制を布いており、海軍の総兵員数は7,800名、このうち1,500名が海兵隊員である。

## 概要
モロッコはアフリカ大陸の北西部に位置し、大西洋と地中海に面した約1,800キロメートルの海岸線を持つ。柔軟で多角的な外交を行っており、欧米とは良好な関係を維持し、アラブ・イスラム諸国、地中海諸国、アフリカ諸国とも密接な外交関係を結んでいるが、西サハラを巡ってアルジェリアとは問題を抱えている。
冷戦期は陸軍と空軍に予算が割かれていたため、1990年代まではコルベット1隻を主力に小型艇を中心とした構成だったが、2000年代以降は大型のフリゲートやコルベットを複数調達するなど、比較的安定して兵力の近代化を進めてきた。近年はアルジェリア海軍の潜水艦に対抗し、対潜能力を重視した調達が進められている。装備と訓練は主にフランスから提供されているが、スペインからも支援を受けている（ただし、スペインとはこれまで小規模な漁業紛争や領土問題が起きているなど、時折緊張関係も発生している）。またアメリカからも装備を導入し、多国間演習にも参加している。
2024年時点で、大型戦闘艦としてはFREMM型フリゲート1隻、フロレアル級フリゲート2隻とシグマ型コルベット3隻、デスクビエルタ級コルベット1隻を有している。また揚陸艦としてはシャンプレーン級戦車揚陸艦3隻がある。以前はアメリカから中古で入手したニューポート級戦車揚陸艦を1隻保有していたが、2010年頃から旧式化と整備上の問題から運用に支障があると報じられるようになり、現在は退役している。潜水艦や専任の機雷戦艦艇は持っていない。水上艦部隊のほか、2機の小型哨戒機と5機のヘリコプターからなる海軍航空隊と、2個大隊編制の海兵隊が指揮下にある。
今後の調達計画としては、アメリカからO・H・ペリー級ミサイルフリゲートの退役艦を購入する計画や、スペインからデスクビエルタ級コルベットの中古艦を購入する計画がある。また、2019年頃からは潜水艦の導入計画も報じられている。就役から半世紀以上が経過した揚陸艦も代替が必要だが、こちらは具体的な計画は報じられていない。
なおモロッコには、海軍のほかに海上保安機関として沿岸警備隊、警察、税関、水産庁が存在する。沿岸警備隊は巡視艇や捜索救難艇など36隻を有し、水産庁は漁業保護用に哨戒機を保有している。

## 歴史
1960年に創設された。
1976年1月、西サハラを巡ってアルジェリアとの対立が激化し、両国が国境沿いに戦力を動員する中、サハラ沖を航行していたソ連の貨物船を停船・引航して臨検を行い、船内から貨物目録にない武器類を発見した。
1981年にモロッコ政府が200カイリの排他的経済水域（EEZ）を設定すると、EEZの権益維持のため哨戒活動に従事し、違反した多数の外国漁船を検挙した。
1982年にはスペインとモロッコの間で漁業紛争が激化、モロッコ海軍の覆面哨戒艇が配備されたが、給与の遅配から哨戒艇自身がちょっとした「海賊行為」に手を染めることもあったという。
2002年7月11日、かねてからスペインとの間で帰属が明確でなかったペレヒル島（スペイン領セウタから数百メートルの位置にある、直径400メートル強の無人島）に、海兵隊員9名からなる小部隊を上陸させた。これは、当初国家憲兵隊による「麻薬取締基地設置」を名目としており、憲兵隊から海兵隊が引き継いだ形であった。これに対しスペインは軍艦5隻と潜水艦を含む大規模な部隊を動員し、特殊部隊を派遣してモロッコ兵を拘束、死傷者は出なかったが両国関係の緊張度が高まった。最終的にアメリカの仲介により両国とも島に部隊を駐留させないという内容で合意が行われ、部隊は撤退した。
2009年、モロッコ治安当局は国際的な麻薬密売組織に関与したとして、海軍を含む複数の軍将校を検挙した。
2012年、モロッコに来航し、モロッコ人女性を乗せて領海外で中絶手術を行う予定だったオランダの団体「Women on Waves」の船に対し、モロッコ海軍が入港前に立ち入り検査を実施、国内法に基づき国外追放処分とする出来事があった。モロッコでは人工妊娠中絶が禁止されており、この一件後、モロッコの厚生大臣はこの船の入港や非居住の医師による処置は許可しないとする声明を発表している。
2018年7月、アルジェリアの脅威に対抗するため、艦艇の戦略的再配置が行われた。
2023年3月、カーポベルデで開催された史上初のアフリカ海軍サミット（African Maritime Forces Summit）に海軍高官が参加し、海上犯罪を中心とした海洋安全保障問題について各国と協議を行った。

## 基地
- カサブランカ（本部）[3]
- サフィ[3]
- アガディール[3]
- ケニトラ[3]
- タンジェ[3]
- ダフラ[3]
- アル・ホセイマ[3]
- クサル・スギール[3]

## 保有装備
※退役艦を含む艦艇一覧は「モロッコ海軍艦艇一覧」を参照。

### 艦艇
| 級名                                                             | 画像 | 保有数 | 艦番号・艦名                                                                                     | 備考 |
| ---------------------------------------------------------------- | ---- | ------ | ------------------------------------------------------------------------------------------------ | --- |
| モハマド6世級（FREMM型）フリゲート                               |      | 1      | 701 Mohammad VI                                                                                  | 2014年就役。FREMM対潜型 |
| モハメド5世級（フロレアル級）フリゲート                          |      | 2      | 611 Mohammed V612 Hassan II                                                                      | 2002年就役。 |
| タリク・ビン・ズィヤド級（シグマ型）コルベット                   |      | 3      | 613 Tarik Ben Ziyad614 Sultan Moulay Ismael615 Allal Ben Abdallah                                | 2011-2012年就役。シグマ10513型×1隻（613）、シグマ9813型×2隻（614、615）。艦種については、全艦をコルベットとする資料、10513型をフリゲート・9813型をコルベットとする資料、全艦をフリゲートとする資料がある。 |
| ルテナント・コロネル・エルラマニ級（デスクビエルタ級）コルベット |      | 1      | 501 Lieutenant Coronel Errhamani                                                                 | 1983年就役。艦種については、コルベットとする資料と、フリゲートとする資料がある。 |
| コマンダンテ・エル・カタビ級（ラザガ級）ミサイル艇               |      | 4      | 304 Commandant El Khattabi305 Commandant Boutouba306 Commandant El Harty307 Commandant Azouggarh | 1981-1982年就役。 |
| アバンテ 1800型哨戒艦                                            |      | (1)    |                                                                                                  | 建造中 |
| ビン・アン・ザラン級（OPV 70型）哨戒艦                           |      | 1      | 341 Bin An Zaran                                                                                 | 2011年就役。 |
| ライス・バルガチ級（OPV 64型）哨戒艦                             |      | 5      | 318 Raïs Bargach319 Raïs Britel320 Raïs Charkaoui321 Raïs Maaninou322 Raïs Al Mounastiri         | 1995-1997年就役。 |
| エル・ハイク級（オスプレイ 55型またはオスプレイ MkII型）哨戒艇   |      | 4      | 308 El Hahiq309 El Tawfiq316 El Hamiss317 El Karib                                               | 1987-1990年就役。 |
| L・V・ラビ級（58m B-200D型またはCormoran型）哨戒艇               |      | 6      | 310 L V Rabhi311 Errachiq312 El Akid313 El Maher314 El Majid315 El Bachir                        | 1988-1989年就役。 |
| オクバ級（PR-72型）哨戒艇                                        |      | 2      | 302 Okba303 Triki                                                                                | 1976-1977年就役。 |
| エル・ワシル級（P-32型）哨戒艇                                   |      | 6      | 203 El Wacil204 El Jail205 El Mikdam206 El Khafir207 El Haris208 El Essahir                      | 1975-1976年就役。写真は沿岸警備隊の同型艇。 |
| VCSM型（RPB 20型）哨戒艇                                         |      | 10     | P107P108P109P110P111P112P113P114P115P116                                                         | 2006-2008年納入。 |
| ロッドマン 101型哨戒艇                                           |      | 10     | 130131132133134135136137138139                                                                   | 2009-2010年納入。 |
| バード級哨戒艇                                                   |      | 1      | 323                                                                                              | 元イギリス海軍バード級哨戒艇「シグネット（Cygnet）」、1976年再就役。 |
| メタルシャーク ディファイアント型高速艇                          |      | 2      |                                                                                                  | 2022年納入。 |
| メタルシャーク フィアレス・スーパー・インターセプター型高速艇    |      | 11     |                                                                                                  | 2022年納入。 |
| ベン・アイチャ級（シャンプレーン級）戦車揚陸艦                   |      | 3      | 402 Daoud Ben Aicha403 Ahmed Es Sakau404 Abou Abdallah El Ayachi                                 | 1977-1978年就役。 |
| シディ・イフニ級揚陸艇                                           |      | 1      | Sidi Ifni                                                                                        | 2016年納入。 |
| CTM型揚陸艇                                                      |      | 1      |                                                                                                  | 元フランス海軍CTM型揚陸艇「CTM-5」、2000年再就役。 |
| ダー・アル・ベイダ級（BHO2M型）海洋観測艦                        |      | 1      | Dar Al Beida                                                                                     | 2018年納入。 |
| ダメン・スタン Tender1504型測量艦                                |      | 1      | H01                                                                                              | 2011年就役。 |
| 貨物輸送艦                                                       |      | 2      |                                                                                                  | |
| エッサウィラ級練習艇                                             |      | 1      | Essaouira                                                                                        | |
| 小型練習艇                                                       |      | 2      |                                                                                                  | |
| ダメン・スタン Tug2208型曳船                                     |      | 1      | Al Mounkid                                                                                       | 2015年納入。モロッコ海軍初の曳船。 |

### 航空機
| 機種名                    | 画像 | 型式        | 保有数 | 備考             |
| ------------------------- | ---- | ----------- | ------ | ---------------- |
| ビーチクラフト キングエア |      | ビーチ350ER | 2      | 海洋哨戒機       |
| ベル 412                  |      | ベル412EPI  | 2      | 哨戒ヘリコプター |
| AS 565                    |      | AS565MA     | 3      | 汎用ヘリコプター |

### 海兵隊
HMMWV、ジープ、トラックなどの軽車両を装備し、兵器としては重機関銃、23mm機関砲、対戦車ミサイル、無反動砲、迫撃砲などを保有する。